# Голдмарк, Питер Карл
Пи́тер Карл Го́лдмарк, или Пе́тер Карой Го́льдмарк (венг. Goldmark Péter Károly, англ. Peter Carl Goldmark; 1906—1977), венгерский и американский учёный и инженер еврейского происхождения, разработчик системы цветного телевидения. Также известен как изобретатель долгоиграющей граммофонной пластинки на 33⅓ об/мин., создатель электронного видеоплеера в качестве средства для обучения и системы, способной фотографировать и передавать фотографии из космоса на Землю.

## Биография

### Ранние годы
Питер Карл Голдмарк родился 2 декабря 1906 года в Будапеште, Венгрия, в еврейской семье. Он рос старшим ребёнком в семье бизнесмена Шандора Гольдмарка и его жены Эммы Штайнер. Дед Питера, Карл Гольдмарк, был одним из крупнейших композиторов Венгрии. Другой его дед по имени Джозеф был химиком и стал известен благодаря тому, что одним из первых обнаружил красный фосфор, который позже стал использоваться при производстве спичек, а также изобрёл пистоны для винтовок, впервые нашедшие применение во время Гражданской войны в США.
Мальчиком Питер обучался музыке по классу фортепиано и виолончели. Когда ему было восемь лет, родители развелись. После того как мать снова вышла замуж, Питер с ней и отчимом переехал в Вену. Заинтересовавшись электричеством, он соорудил лабораторию в ванной и изготовил детекторный радиоприёмник и телеграф.
После окончания среднего образования Питер поступил в Берлинский университет, затем, в 1925 году, продолжил учёбу в Венском университете. В Вене он запатентовал своё первое изобретение — механизм переключения скоростей автомобиля с помощью колена, что позволяло водителю держать обе руки на руле. В 1926 году он сконструировал для себя маленький телевизор с экраном величиной с почтовую марку и впервые увидел телевизионные изображения танцовщицы, которые передавались из Лондона компанией British Broadcasting.

### Научная карьера
В 1931 году Голдмарк получил докторскую степень в Физическом институте при Венском университете, представив диссертацию «Новый метод определения скорости ионов».
Затем он переехал в Англию и устроился на Pye Radio в Кембридже в качестве телевизионного инженера. Проработав в течение двух лет директором телевизионного департамента, в 1933 году он переехал в Нью-Йорк, чтобы стать консультантом многочисленных теле- и радиокомпаний.
В 1936 году Голдмарк устроился в лабораторию CBS, где его назначили на должность главного инженера Columbia Broadcasting System (CBS), которой была поручена разработка телевизионной системы. В 1937-м он получил американское гражданство..
Голдмарк приобрёл всемирную известность благодаря разработке системы цветного телевидения, которую впервые продемонстрировал 29 августа 1940 года и представил прессе 3 сентября. Быстро вращающееся цветовое колесо чередовало передачу красных, зелёных и синих линий; использовалось 343 линии, что на 100 меньше, чем в чёрно-белом варианте, а также другая скорость развёртки, из-за чего система без адаптера была несовместима с продаваемыми в то время на рынке телевизорами.
Во время Второй мировой войны Голдмарк занимался задачами обороны. Он работал над проблемами радиолокации в научно-исследовательской лаборатории Гарвардского университета. Его наиболее важным вкладом в то время было изобретение «помех». Это было устройство размером с коробку из-под обуви, где размещались электронные схемы, которые путали радары противника. «Помехи» также использовались во время вторжения союзных войск в Африке. В 1944 году Голдмарк присоединился к Управлению ВМС США по научным исследованиям и развитию, где он помогал в разработке того, что стало известно как «электронный призрак кораблей». «Призрак» представлял собой передачу ряда радиосигналов, предназначенных для создания отвлекающих импульсов на радарах противника. Система была использована во время вторжения союзных войск в Нормандию.
Хотя американская сеть CBS в 1950—1951 гг. использовала в вещании цветовую систему Голдмарка, технология «совместимого цвета», разработанная для RCA и NBC командой под руководством Ричарда Келла, Джорджа Х. Брауна и других, была совместима с существовавшими чёрно-белыми телевизорами. Голдмарк и другие отмечали, что система цветового круга CBS обеспечивает лучшее качество изображения, несмотря на меньшее разрешение, по сравнению с системой RCA, однако проблема несовместимости привела её к краху. В 1953 году улучшенная цветовая система RCA/NBC стала промышленным стандартом, выбранным Федеральной комиссией по связи США.
По иронии судьбы, камеры, использующие систему цветового круга, продолжали применяться в научных исследованиях ещё в течение нескольких десятилетий. Подобные цветные телекамеры были задействованы и на Луне во время высадок на её поверхность всех аппаратов серии «Аполлон» в 1970-х.
Работая с лейблом Columbia Records, Голдмарк сыграл важную роль в разработке долгоиграющей грампластинки (лонгплея, LP) со скоростью 33⅓ об/мин, ставшей стандартом для записи на долгие годы. Этот формат звукозаписи был введён Годдардом Либерсоном, президентом Columbia Records.
После успеха лонгплея учёный провёл два последующих десятилетия в CBS Laboratories, работая над различными изобретениями, главным из которых было EVR — электронная видеозапись. Этот девайс для проигрывания домашнего видео впервые был представлен в 1967 году. Прототип B&W был продемонстрирован в 1969 году, но само по себе изобретение оказалось на грани краха, будучи слишком сложным и дорогим для производства.
EVR-система Голдмарка была в конце 1971 года заменена видеоформатом электромагнитной записи изображения U-matic 3/4' от компании Sony. Тем не менее, формат звукозаписи на грампластинках Голдмарка оставался стандартом в музыкальной индустрии вплоть до замены LP на CD в конце 1980-х годов.
В 1969 году Голдмарк был награждён медалью Эллиота Крессона, а в 1970-м он получил премию «Золотая тарелка» (Golden Plate Award) от Американской академии достижений (American Academy of Achievement).

### Последние годы жизни
В 1971 году Голдмарк ушёл из CBS, после чего создал компанию Goldmark Communications, где он проводил исследования по применению коммуникационных технологий в телеконференциях и во время удалённых медицинских консультаций для людей, живущих в сельской местности.
22 ноября 1977 года президент США Джимми Картер вручил Голдмарку Национальную научную медаль США «за вклад в развитие коммуникационных наук для образования, развлечений, культуры и общественного обслуживания».
Питер Голдмарк погиб в автомобильной катастрофе 7 декабря 1977 года в округе Уэстчестер, штат Нью-Йорк.

## Личная жизнь
Впервые Питер Голдмарк женился в 1936 году, его избранницей стала Мюриэль Гейнсборо, но брак был недолгим. Со второй женой Фрэнсис Трейнер он нажил четверых детей: троих сыновей (Питера-младшего, Кристофера и Эндрю) и одну дочь (Фрэнсис). Затем Голдмарк женился на Диане Дэвис, от которой имел ещё двух детей — Джонатана и Сьюзан.